# Xyris regnellii
Xyris regnellii är en gräsväxtart som beskrevs av L.A.Nilsson. Xyris regnellii ingår i släktet Xyris och familjen Xyridaceae. Inga underarter finns listade i Catalogue of Life.